# Nekrolog 1509
Nekrolog
◄◄
| ◄
| 1505
| 1506
| 1507
| 1508
| 1509 | 1510 | 1511 | 1512 | 1513 | ► | ►►
Weitere Ereignisse | Allgemeiner Nekrolog 1509
Die Beschreibung der verstorbenen Person sollte so kurz wie möglich gehalten sein und nur deren signifikante Tätigkeit(en) enthalten.
Neue Namen ggf. auch unter dem Geburts- und Sterbedatum, also etwa unter 1. Januar und im Geburts- und Sterbejahr (2024) eintragen (nur bei entsprechender großer Wichtigkeit). Für Beispiele siehe die schon vorhandenen Artikel.
Außerdem über die fünf zuletzt Verstorbenen, zu denen es einen ausreichend guten Artikel für eine Präsentation auf der Hauptseite gibt, nach der todesbedingten Überarbeitung der Artikel ggf. auch unter Wikipedia Diskussion:Hauptseite informieren und sie am besten auch in den anderen Wikipedia-Sprachversionen eintragen. Tipp: Regelmäßig bei news.google.de nach „ist tot“, „gestorben“ oder „verstorben“ suchen.
Wenn eine Person gestorben ist, gibt es viele Seiten zu dieser Person in der Wikipedia, die davon auch betroffen sind und entsprechend aktualisiert werden müssen. Beispiele: Namenübersichtsseite, Geburtsjahr, Geburtsort-Seiten und viele mehr.
Wie finde ich die betroffenen Seiten?
Im Suchfeld auf der linken Seite gibt man den Suchbegriff so ein: „Vorname Nachname“. Dann klickt man auf Volltext und alle Seiten mit entsprechendem Suchtext werden aufgerufen. Hier sieht man dann schnell, wo auch das Todesjahr Sinn macht oder sogar ein Teil des Artikels angepasst werden muss. Auch hilft das „Werkzeug“ auf der linken Seite sehr gut, um solche Seiten aufzufinden: „Links auf diese Seite“. Somit ist die Wikipedia wieder aktuell in allen Bereichen! Hinweis: bei Eintragung der Kategorie „Gestorben JAHR“ wird der Missbrauchsfilter 49 ausgelöst, was jedoch nicht schlimm ist. Siehe: Spezial:Missbrauchsfilter/49
Dies ist eine Liste von im Jahr 1509 verstorbenen bekannten Persönlichkeiten. Die Einträge erfolgen innerhalb der einzelnen Daten alphabetisch sortiert. Tiere sind im Nekrolog für Tiere zu finden.

## Januar
| Tag        | Name       | Beruf, bekannt als                               | Alter | Beleg |
| ---------- | ---------- | ------------------------------------------------ | ----- | ----- |
| 27. Januar | Johann I.  | Pfalzgraf und Herzog von Pfalz-Simmern           | 49    |       |
| Januar     | Adam Kraft | deutscher Bildhauer und Baumeister der Spätgotik |       |       |

## Februar
| Tag         | Name                         | Beruf, bekannt als                           | Alter | Beleg |
| ----------- | ---------------------------- | -------------------------------------------- | ----- | ----- |
| 2. Februar  | David Divessen               | Bürgermeister der Hansestadt Lübeck          |       |       |
| 14. Februar | Dmitri Iwanowitsch der Enkel | Moskauer Großfürst und Thronfolger, Rurikide | 25    |       |

## März
| Tag      | Name                        | Beruf, bekannt als                                                                               | Alter | Beleg |
| -------- | --------------------------- | ------------------------------------------------------------------------------------------------ | ----- | ----- |
| 1. März  | Georg von Werenwag          | Vogt auf der Waldburg, Schlossvogt auf Wildenstein und Obervogt in Tuttlingen                    |       |       |
| 2. März  | Konrad Stürtzel             | deutscher Kirchenrechtler, Doktor des Kirchenrechts, Ritter und Hofkanzler Kaiser Maximilians I. |       |       |
| 3. März  | Melchior von Meckau         | katholischer Bischof der Diözese Brixen                                                          |       |       |
| 14. März | Giovanni Antonio Sangiorgio | italienischer Kardinal der Römischen Kirche                                                      |       |       |

## April
| Tag       | Name                      | Beruf, bekannt als                    | Alter | Beleg |
| --------- | ------------------------- | ------------------------------------- | ----- | ----- |
| 21. April | Heinrich VII.             | König von England und Lord of Ireland | 52    |       |
| 25. April | Georg II.                 | Fürst von Anhalt-Köthen               |       |       |
| 27. April | Margarete von Brandenburg | Äbtissin im Klarissenkloster Hof      | 56    |       |

## Mai
| Tag     | Name                               | Beruf, bekannt als                         | Alter | Beleg |
| ------- | ---------------------------------- | ------------------------------------------ | ----- | ----- |
| 10. Mai | Alexander Erskine, 3. Lord Erskine | schottischer Adeliger, 3. Lord Erskine     |       |       |
| 12. Mai | Bernt Notke                        | Lübecker Maler und Bildhauer               |       |       |
| 14. Mai | Pietro del Monte                   | Condottiere, Schriftsteller, Feldmarschall |       |       |
| 28. Mai | Caterina Sforza                    | Gräfin von Forlì                           |       |       |

## Juni
| Tag      | Name              | Beruf, bekannt als                                                                                                   | Alter | Beleg |
| -------- | ----------------- | --- | ----- | ----- |
| 28. Juni | Johann Filipec    | Bischof von Großwardein; Administrator von Olmütz                                                                    |       |       |
| 29. Juni | Margaret Beaufort | englische Adlige, Tochter von John Beaufort, 1. Duke of Somerset, und Enkelin von John Beaufort, 1. Earl of Somerset | 66    |       |

## Juli
| Tag      | Name          | Beruf, bekannt als                                             | Alter | Beleg |
| -------- | ------------- | -------------------------------------------------------------- | ----- | ----- |
| 11. Juli | Wilhelm II.   | Landgraf der Landgrafschaft Hessen                             | 40    |       |
| 28. Juli | Ignatius Nuh  | syrisch-orthodoxer Bischof und Patriarch von Mardin/Antiochien |       |       |
| 29. Juli | Richard Croft | englischer Ritter                                              |       |       |

## November
| Tag          | Name                      | Beruf, bekannt als                                                                             | Alter | Beleg |
| ------------ | ------------------------- | ---------------------------------------------------------------------------------------------- | ----- | ----- |
| 16. November | Machar Wais von Fauerbach | Benediktinerabt                                                                                |       |       |
| 20. November | Konrad Altheimer          | Administrator von Olmütz; Weihbischof in Olmütz; Verfasser einer Landesbeschreibung von Mähren |       |       |
| 20. November | Nikolaus II. Engel        | Zisterzienserabt                                                                               |       |       |

## Dezember
| Tag          | Name             | Beruf, bekannt als               | Alter | Beleg |
| ------------ | ---------------- | -------------------------------- | ----- | ----- |
| 31. Dezember | Wilhelm Westphal | Bischof von Lübeck               |       |       |
| 31. Dezember | Wolfgang         | Graf von Fürstenberg (1484–1509) |       |       |

## Datum unbekannt
| Tag | Name                           | Beruf, bekannt als                                              | Alter | Beleg |
| --- | ------------------------------ | --------------------------------------------------------------- | ----- | ----- |
|     | Cornelis von Glymes von Bergen | Admiral der Niederlande                                         |       |       |
|     | Jakob von Landshut             | deutscher Baumeister                                            |       |       |
|     | João da Nova                   | galicischer Seefahrer und Entdecker in portugiesischen Diensten |       |       |
|     | Caspar Rugg                    | Schweizer Kaufmann und Bürgermeister                            |       |       |
|     | Hans Seyfer                    | Steinbildhauer und Holzschnitzer                                |       |       |
|     | Johann von Wickede             | Ratsherr der Hansestadt Lübeck                                  |       |       |